# José Thomaz da Silva
José Thomaz da Silva ,  — , ) foi um político brasileiro.

## Carreira
Comandou o processo de emancipação do município de Orleans, do qual foi um dos maiores lutadores., vindo a tornar-se o primeiro prefeito da cidede, que comandou de 1913 a 1919.